# Ichnocarpus fulvus
Ichnocarpus fulvus är en oleanderväxtart som beskrevs av Kerr. Ichnocarpus fulvus ingår i släktet Ichnocarpus och familjen oleanderväxter. Inga underarter finns listade i Catalogue of Life.